# توني غالاشر
توني غالاشر (بالإنجليزية: Tony Gallacher) هو لاعب كرة قدم بريطاني، ولد في 23 يوليو 1999 في غلاسكو في المملكة المتحدة. لعب مع نادي فالكيرك.

## وصلات خارجية
- توني غالاشر على موقع الاتحاد الإسكتلندي (الإنجليزية)
- توني غالاشر على موقع قاعدة بيانات كرة القدم.إي يو (الإنجليزية)
- توني غالاشر على موقع Soccerbase.com (لاعب) (الإنجليزية)
- توني غالاشر على موقع Soccerway.com (الإنجليزية)